# Носажево-Польне
Носажево-Польне (пол. Nosarzewo Polne) — село в Польщі, у гміні Шидлово Млавського повіту Мазовецького воєводства.
Населення — 179 осіб (2011).
У 1975-1998 роках село належало до Цехановського воєводства.

## Демографія
Демографічна структура станом на 31 березня 2011 року:
|          | Загалом | Допрацездатний вік | Працездатний вік | Постпрацездатний вік |
| -------- | ------- | ------------------ | ---------------- | -------------------- |
| Чоловіки | 82      | 7                  | 68               | 7                    |
| Жінки    | 97      | 23                 | 55               | 19                   |
| Разом    | 179     | 30                 | 123              | 26                   |